# Vireo huttoni
Vireo huttoni е вид птица от семейство Vireonidae.

## Разпространение
Видът е разпространен в Белиз, Гватемала, Канада, Мексико и САЩ.